# BBC Radio nan Gàidheal
BBC Radio nan Gàidheal – brytyjska stacja radiowa należąca do publicznego nadawcy radiowo-telewizyjnego BBC, adresowana do odbiorców w Szkocji i nadająca w całości w języku gaelickim szkockim. Działa od 1985 roku, zaś jej kanałami siostrzanymi są również nadająca po gaelicku telewizja BBC Alba oraz BBC Radio Scotland, anglojęzyczna rozgłośnia regionalna BBC dla Szkocji.

## Charakterystyka
Stacja nadaje przez około 90 godzin w tygodniu, w pozostałych godzinach na jej częstotliwościach transmitowane są audycje Radio Scotland po angielsku. W Szkocji można jej słuchać w analogowym i cyfrowym przekazie naziemnym, zaś w całej Wielkiej Brytanii jest dostępna na platformach cyfrowych. Jej sygnał jest również transmitowany przez Internet. Ramówka ma charakter ogólnotematyczny, ze szczególnym naciskiem na muzykę oraz informacje i publicystykę. Siedziba stacji mieści się w Inverness, ponadto korzysta ona także ze studiów w Glasgow i Stornoway. 